# جينبريدج فيلدهاوس
جينبريدج فيلدهاوس (بالإنجليزية: Gainbridge Fieldhouse)‏ هي ساحة داخلية تقع في وسط مدينة إنديانابوليس، إنديانا، الولايات المتحدة.